# 열린 개인주의
열린 개인주의(Open Individualism)는 과거, 현재 및 미래를 비롯한 모든 시간에서의 모든 사람인 오직 하나의 정체 대상만 존재한다는 자아철학의 관점이다.(p. 617) 이는 정체의 문제에 대한 가설적 해결책이며, 개인적 정체들은 시간의 변화에 즉시 사라지는 고정된 패턴에 대응한다는 "공허한 개인주의", 개인적 정체들은 대상들에 특정되나 시간의 변화에도 불구하고 살아남는다는 "닫힌 개인주의"에 구별된다.(p. xxii)

## 역사
용어는 다니엘 콜라크에 의해 처음 사용되었으나, 이러한 관점은 적어도 우파니샤드의 시기 - 후기 청동기 시대에서부터 설명되어 왔으며, "그대는 그것이다"라는 의미의 "따뜨 뜨밤 아시"가 그 예시이다. 비슷한 관점을 (다양한 형태에서) 표현한 다른 사람들은 철학자 아베로에스, 아르투어 쇼펜하우어, 아놀드 주보프, 신비주의자 메헤르 바바, 스탠드업 코미디언 빌 힉스, 작가 앨런 왓츠, 게다가 유명한 물리학자 에르빈 슈뢰딩거, 프리먼 다이슨, 그리고 프레드 호일을 포함한다.

## 픽션에서
단편 "아시리아 왕 에사르하돈"에서 레프 톨스토이는 어떻게 에사르하돈 이전의 늙은 이가 나타나서 그 왕을 그가 학대했던 인간들과 인간이 아닌 동물들의 삶을 일인칭 관점에서 경험하는 과정에 데려오는지 설명한다. 이는 그가 모두였으며 타인을 해함으로서, 그는 실제로는 스스로를 해하고 있었다는 것을 밝힌다.
과학 픽션 소설 "October the First Is Too Late"에서, 프레드 호일은 "모든 순간은 이미 존재하는 칸(pigeon hole)으로서 생각될 수 있으며", 당신의 의식에 의해 분석되는 칸은 현재이고 의식의 스포트라이트는 선형적으로 움직일 필요가 없으며, 잠재적으로는 어떠한 방향으로도 움직일 수도 있다는 "칸 이론"을 제시한다. 호일은 모든 개인의 칸의 하나의 집합이 있을 수 있으나 오직 하나의 스포트라이트만 있을 수 있다는 가능성을 고려하며, 이는 "의식은 하나일 수 있다"는 것을 의미한다.
"The Egg", 앤디 위어의 단편은 자신이 그동안 존재했었던 모든 사람이라는 것을 깨닫는 캐릭터에 대해 다룬다.

## 같이 보기
- 무아
- 영원주의
- 신이 우주가 되다
- 헤르메스주의
- 무결정적 일원론
- 윤회
- Mindmelding
- 심령일원설
- 비이원론
- 객관적 관념론
- 유기체설
- 범심론
- Vertiginous question

## 추가 자료

### 기사
- Fasching, Wolfgang (2009년 5월 26일). “The mineness of experience”. 《Continental Philosophy Review》 42 (2): 131–148. doi:10.1007/s11007-009-9107-z.
- Gómez-Emilsson, Andrés (2016년 2월 24일). “Ontological Qualia: The Future of Personal Identity”. 《Institute for Ethics and Emerging Technologies》.
- MacLeod, Roderick (2011년 4월 29일). “Individual Consciousness: An Argument for the Numerical Identity of All Conscious Existence”.
- Vettori, Iacopo (2016년 9월 23일). “Reduction to Open Individualism: How to converge to Open Individualism reasoning in a reductionist way”. 《Academia.edu》.
- Zuboff, Arnold. “An Introduction to Universalism”.

### 책
- Kolak, Daniel (1999). 《In Search of Myself: Life, Death, and Personal Identity》. Wadsworth. ISBN 9780534239282.
- Schrödinger, Erwin (1951). 《My View of the World》. Cambridge University Press. ISBN 978-0521062244.
- Vinding, Magnus (2017). 《You Are Them》. ISBN 978-1546511502.
- Kern, Joe (2021). 《The Odds of Existing: Or, Why Death Is Not the End》. 2021년 11월 24일에 원본 문서에서 보존된 문서. 2023년 4월 3일에 확인함.